# Mark Fistric
Mark Fistric (Edmonton, Alberta, Kanada, 1. lipnja 1986.) kanadski je profesionalni hokejaš na ledu koji igra na poziciji braniča. Trenutačno je član Dallas Starsa koji se natječe u NHL-u.

## Karijera
Fistric karijeru započinje 2001. godine zaigravši za WHL klub Vancouver Giants iako je, doduše, većinu te sezone proveo u Maple Leaf Athletic Club koji se natjecao u AMHL-u (Alberta Midget Hockey League). 2002. godine osvojio je nagradu Brian Benning koja se dodjeluje za najboljeg braniča u AMHL-u. U Giantsima provodi pet sezona te upisuje 214 nastupa u regularnoj sezoni pri čemu je prikupio 57 bodova. Upisao je i 51 nastup u doigravanju pri čemu je prikupio 14 bodova. U svojoj posljednjoj sezoni s Giantsima je osvojio President's Cup (danas Ed Chynoweth Cup), a zaigrao je i u Memorial Cupu

### Dallas Stars (2006. – danas)
Na draftu 2004. godine u 1. krugu kao 28. izbor odabrali su ga Dallas Stars. Nakon toga Fistric se vratio u Vancouver Giantse, a ugovor sa Starsima potpisuje tek dvije godine kasnije. Profesionalnu karijeru započinje u sezoni 2006./07. u dresu Dallasove podružnice Iowa Stars koja se natječe u AHL-u. U svojoj prvoj profesionalnoj sezoni odigrava gotovo sve utakmice te bilježi 24 boda od čega su 22 asistencije. Sljedeće sezone nastavlja s nastupima u AHL-u, ali napokon dobiva i priliku u Dallasu gdje upsijue 37 nastupa. U sezoni 2008./09. nastavlja se isti scenarij: Fistric odigrava 35 utakmica u AHL-u, ali ovaj put u dresu kluba Manitoba Moose, odnosno, 36 utakmica u NHL-u. 8. srpnja 2009. godine Fistric produljuje ugovor sa Starsima, vrijedan 3 milijuna dolara, na nove tri godine.

## Statistika karijere
Bilješka: OU = odigrane utakmice, G = gol, A = asistencija, Bod = bodovi, KM = kaznene minute
| 2001./02.       | Vancouver Giants | WHL             | 4   | 0  | 1  | 1  | 0   | —  | — | —  | —  | —  |
| 2002./03.       | Vancouver Giants | WHL             | 63  | 2  | 7  | 9  | 81  | 4  | 0 | 0  | 0  | 8  |
| 2003./04.       | Vancouver Giants | WHL             | 72  | 1  | 11 | 12 | 192 | 11 | 0 | 2  | 2  | 10 |
| 2004./05.       | Vancouver Giants | WHL             | 15  | 1  | 5  | 6  | 32  | 6  | 1 | 1  | 2  | 16 |
| 2005./06.       | Vancouver Giants | WHL             | 60  | 7  | 22 | 29 | 148 | 18 | 1 | 9  | 10 | 30 |
| 2006./07.       | Iowa Stars       | AHL             | 80  | 2  | 22 | 24 | 83  | 12 | 0 | 0  | 0  | 16 |
| 2007./08.       | Iowa Stars       | AHL             | 30  | 1  | 4  | 5  | 48  | —  | — | —  | —  | —  |
| 2007./08.       | Dallas Stars     | NHL             | 37  | 0  | 2  | 2  | 24  | 9  | 0 | 0  | 0  | 6  |
| 2008./09.       | Dallas Stars     | NHL             | 36  | 0  | 4  | 4  | 42  | —  | — | —  | —  | —  |
| 2008./09.       | Manitoba Moose   | AHL             | 35  | 0  | 8  | 8  | 26  | 22 | 2 | 5  | 7  | 26 |
| 2009./10.       | Dallas Stars     | NHL             | 30  | 1  | 3  | 4  | 14  |    |   |    |    |    |
| Sveukupno - WHL | Sveukupno - WHL  | Sveukupno - WHL | 214 | 11 | 46 | 57 | 453 | 39 | 2 | 12 | 14 | 64 |
| Sveukupno - AHL | Sveukupno - AHL  | Sveukupno - AHL | 145 | 3  | 34 | 34 | 157 | 34 | 2 | 5  | 7  | 42 |
| Sveukupno - NHL | Sveukupno - NHL  | Sveukupno - NHL | 103 | 1  | 9  | 10 | 80  | 9  | 0 | 0  | 0  | 6  |

## Vanjske poveznice
- Profil na NHL.com
- Profil na theAHL.com
- Profil na The Internet Hockey Database